# 丙烯酸对叔丁基环己酯
丙烯酸对叔丁基环己酯是一种有机化合物，化学式为C13H22O2。它可由4-叔丁基环己醇和丙烯酸的酯化反应制得。它容易发生聚合反应，生成聚合物，例如在有机钌和银盐的催化下，它可以和α-苯丙烯酸乙酯反应形成共聚物。